# Weltweite Tierschutzerklärung
Die Weltweite Tierschutzerklärung (englisch Universal Declaration on Animal Welfare, UDAW) ist eine Kampagne, die eine internationale Anerkennung des Tierschutzes durch die Vereinten Nationen fordert.

## Entstehung und Entwicklung
Der erste Textentwurf wurde im Jahr 2000 von der WSPA Welttierschutzgesellschaft erarbeitet und Regierungsvertretern, Tierschutzorganisationen und anderen Nichtregierungsorganisationen zur Diskussion vorgelegt. 2003 wurde dieser bei einer Konferenz in Manila überarbeitet. Pro Kontinent wurde ein Vertreter gewählt, der die Initiative in seinem Erdteil bekannt macht und versucht, weitere Organisationen für die Kampagne zu gewinnen. Nach einer Anerkennung durch den Wirtschafts- und Sozialrat der Vereinten Nationen soll die „Weltweite Tierschutzerklärung“ der UN-Generalversammlung zum Beschluss vorgelegt werden. Die WSPA startete dazu im Jahr 2006 im Internet eine Petition, welche auch von Prominenten wie der Sängerin Leona Lewis oder dem britischen Film- und Musikproduzent Simon Cowell unterstützt wird. Bis heute haben der Weltweiten Tierschutzerklärung mehr als 30 Staaten, darunter alle Mitgliedsstaaten der Europäischen Union, formell ihre Unterstützung zugesagt.

## Inhalt
Die zentrale Aussage der „Weltweiten Tierschutzerklärung“ ist die Anerkennung der Tatsache, dass Tiere fühlende Lebewesen sind und daher Respekt und Rücksichtnahme verdienen. Die unterzeichnenden Staaten erklären darin, dass das Wohlergehen ein gemeinsames Ziel aller Länder ist und verpflichten sich, alle notwendigen Schritte zur Verhinderung von Tierquälerei und zur Minderung des Leides der Tiere zu unternehmen. Die bereits in einzelnen Ländern erreichten Standards bezüglich des Wohlergehens der Tiere sollen durch verbesserte nationale und internationale Maßnahmen gefördert, anerkannt und eingehalten werden. 